# Mouche (Fluss)
Die Mouche ist ein Fluss in Frankreich, der im Département Haute-Marne in der Region Grand Est verläuft. Sie entspringt im Gemeindegebiet von Noidant-le-Rocheux, nahe der Autobahn A31, entwässert generell in nordöstlicher Richtung und mündet nach rund 15 Kilometern im Gemeindegebiet von Humes-Jorquenay als linker Nebenfluss in die Marne. Im Oberlauf wird die Mouche zum Stausee Réservoir de la Mouche aufgestaut, der zur Wasserversorgung des Schifffahrtskanals Canal entre Champagne et Bourgogne (früher Canal de la Marne à la Saône genannt) errichtet wurde. Im Mündungsabschnitt quert der Fluss die Bahnstrecke Paris–Mulhouse.

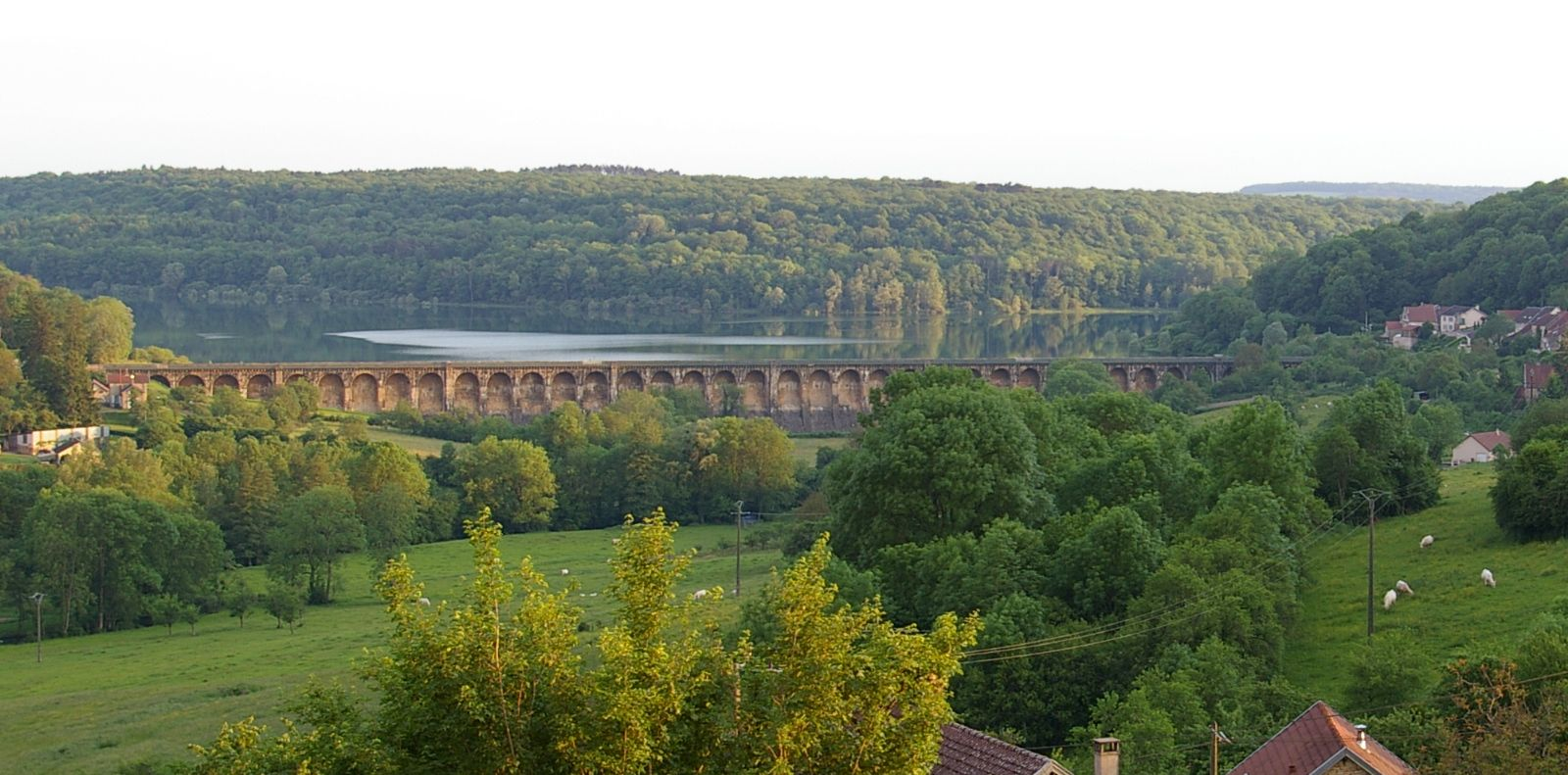
Réservoir de la Mouche

## Orte am Fluss
(Reihenfolge in Fließrichtung)
- Noidant-le-Rocheux
- Vieux-Moulins, Gemeinde Perrancey-les-Vieux-Moulins
- Perrancey-les-Vieux-Moulins
- Saint-Ciergues
- Saint-Martin-lès-Langres
- Humes, Gemeinde Humes-Jorquenay